# Timothy Olufosoye
Timothy Omotayo Olufosoye (* 31. März 1918 in Nigeria; † 29. Oktober 1992 ebenda) war ein nigerianischer Pädagoge und anglikanischer Geistlicher. Er war der erste Primas der Church of Nigeria.

## Leben
Olufosoye war der Enkel eines Stammeshäuptlings, sein Vater war der erste Christ seiner Region. Sein Geburtsdatum wurde nicht aufgezeichnet, es wird angenommen, dass er zwischen 1907 und 1912 geboren wurde nach andere Quelle wird das Jahr 1918 angegeben. Olufosoye wurde von 1940 bis 1941 am St. Andrew’s College in Oyo als Katechist und Lehrer ausgebildet. Er war zunächst von 1942 bis 1944 als Schulleiter tätig. 1945 bis 1946 studierte er in Melville Hall in Oyo Religionswissenschaften, wo er am 15. Dezember 1946 zum Diakon und am 21. Dezember 1947 in der Christ Church Cathedral in Lagos zum Priester geweiht wurde.
Von 1952 bis 1956 war er zunächst als Priester in Lagos und Ondo tätig, von 1955 bis 1959 als Kanoniker und von 1959 bis 1965 als erster Probst der Kathedrale von Ondo. Am 10. Oktober 1965 wurde er zum ersten afrikanischen Bischof der Diocese of Gambia and The Rio Pongas geweiht. Im Jahr 1971 wurde er Bischof der Diözese Ibadan in Nigeria. Mit der Gründung der Church of Nigeria als autonome Provinz innerhalb der Anglikanischen Gemeinschaft wurde er am 24. Februar 1979 zu deren ersten Erzbischof gewählt, ein Amt, das er bis zu seiner Pensionierung im Dezember 1986 innehatte. Während seiner Amtszeit stieg die Zahl der Diözesen seiner Provinz von 16 auf 27.

## Familie
Er war Sohn von Chief D. K. Olufosoye und Felecia O. Olufosoye. Er war seit 1947 verheiratet und hatte mehrere Kinder.

## Auszeichnungen und Ehrungen
- Knight Comdr, Humane Order of African Redemption, Republic of Liberia[2]

## Publikationen
- 1967: Egbobi fun Ibanuje[2]
- 1988: Glossary of Ecclesiastical Terms[2]
- My Memoirs[2]
- editor of the Beacon, Ibadan Ecclesia Anglicana, The Rubric[2]